# Relações entre Brasil e União Africana
As relações entre Brasil e União Africana são as relações diplomáticas estabelecidas entre a República Federativa do Brasil e a União Africana. Elas não estão restritas ao campo comercial e econômico, e abrangem também laços históricos e culturais, uma vez que ambos sofreram com o imperialismo europeu, colonialismo e neocolonialismo. Esse eixo de relacionamento foi ampliado entre os anos de 2003 e 2016.
A maioria dos países que compõem o continente africano apresenta muitas similaridades com o Brasil. Primeiramente, os aspectos naturais de ambos têm em comum a presença de extensas áreas florestadas, como a Amazônia brasileira e a Floresta Equatorial do Congo. Em seus territórios estão localizados os dois maiores rios em volume de água do mundo, o rio Amazonas e o rio Congo, respectivamente. Outro ponto em comum são as enormes faixas de clima tropical recobertas por vegetação esparsas, conhecida como Savanas, na África, e Cerrado, no Brasil. Na literatura de língua inglesa, o Cerrado é conhecido como Brazilian Savanna, ou seja, a Savana Brasileira.
Com relação aos aspectos humanos em comum, podemos destacar o processo de ocupação realizado pelos europeus, fundamentado na exploração e pilhagem de recursos naturais, período conhecido como Colonialismo. A ocupação europeia privilegiou a produção de matérias-primas e introduziu o caráter predatório de diversas atividades ligadas ao setor primário, como a extração de madeira e as monoculturas de produtos tropicais, também conhecidas como plantations. A colonização de exploração adiou a industrialização dos países ocupados e contribuiu para o subdesenvolvimento econômico e social, características que são compartilhadas entre o Brasil e todos os países africanos.
Ainda durante o processo de colonização, outro elemento começou a aproximar a África do Brasil: o escravismo da população negra. A migração compulsória de pessoas de etnias negras africanas para o Brasil trouxe ao país cerca de 4 milhões de trabalhadores escravos, que foram empregados principalmente nas atividades ligadas aos ciclos econômicos, como o da cana-de-açúcar no Nordeste e a mineração e o café no Sudeste. Atualmente, é notória a influência africana em nossa sociedade na cultural em geral, como nos elementos incorporados pela língua portuguesa, toponímia, hábitos alimentares e crenças religiosas.
A África também atravessou um processo chamado de neocolonialismo, quando os interesses europeus se concentraram na produção de matérias-primas com ênfase nas demandas da Revolução Industrial, que obrigava os países em processo de industrialização a buscar maiores suprimentos de minérios e fontes de energia, como o minério de ferro e o carvão mineral. Tais interesses tornaram os países africanos uma espécie de balcão de negócios das potências europeias, o que acabou formalizado a partir da Conferência de Berlim, entre os anos de 1884 e 1885, acordo que definiu os limites das possessões europeias na África.
Enquanto a África iniciava o neocolonialismo, o Brasil já estava experimentando a independência política. Ainda assim, a economia brasileira manteve a base primária, como a africana, tendo na produção cafeeira – produto tropical originário do continente africano – a principal atividade econômica e de atração de imigrantes para o Brasil até o período correspondente às duas grandes guerras, no início do século XX. Nos dias atuais, as atividades primárias como a agropecuária e os extrativismos vegetal e mineral continuam representando o sustentáculo da economia dos países subdesenvolvidos africanos. Mesmo o Brasil sendo um país industrializado, as produções da soja e de minério de ferro correspondem aos principais produtos da pauta de exportação brasileira.